# Elbit Hermes 450
El Elbit Systems Hermes 450 es un vehículo aéreo no tripulado (UAV) táctico diseñado para misiones prolongadas. Tiene una autonomía de más de 20 horas durante una misión principal de reconocimiento y vigilancia.
El Hermes 450 tiene una longitud de 6,1 m, una envergadura de 10,5 m y pesa 450 kg, con una capacidad para portar 150 kg de carga útil. Está propulsado por una hélice movida por un motor Wankel que genera una potencia de 52 hp (39 kW). Alcanza una velocidad máxima de 95 nudos y un techo de vuelo de más de 5500 m (18 000 pies). 

## Operadores

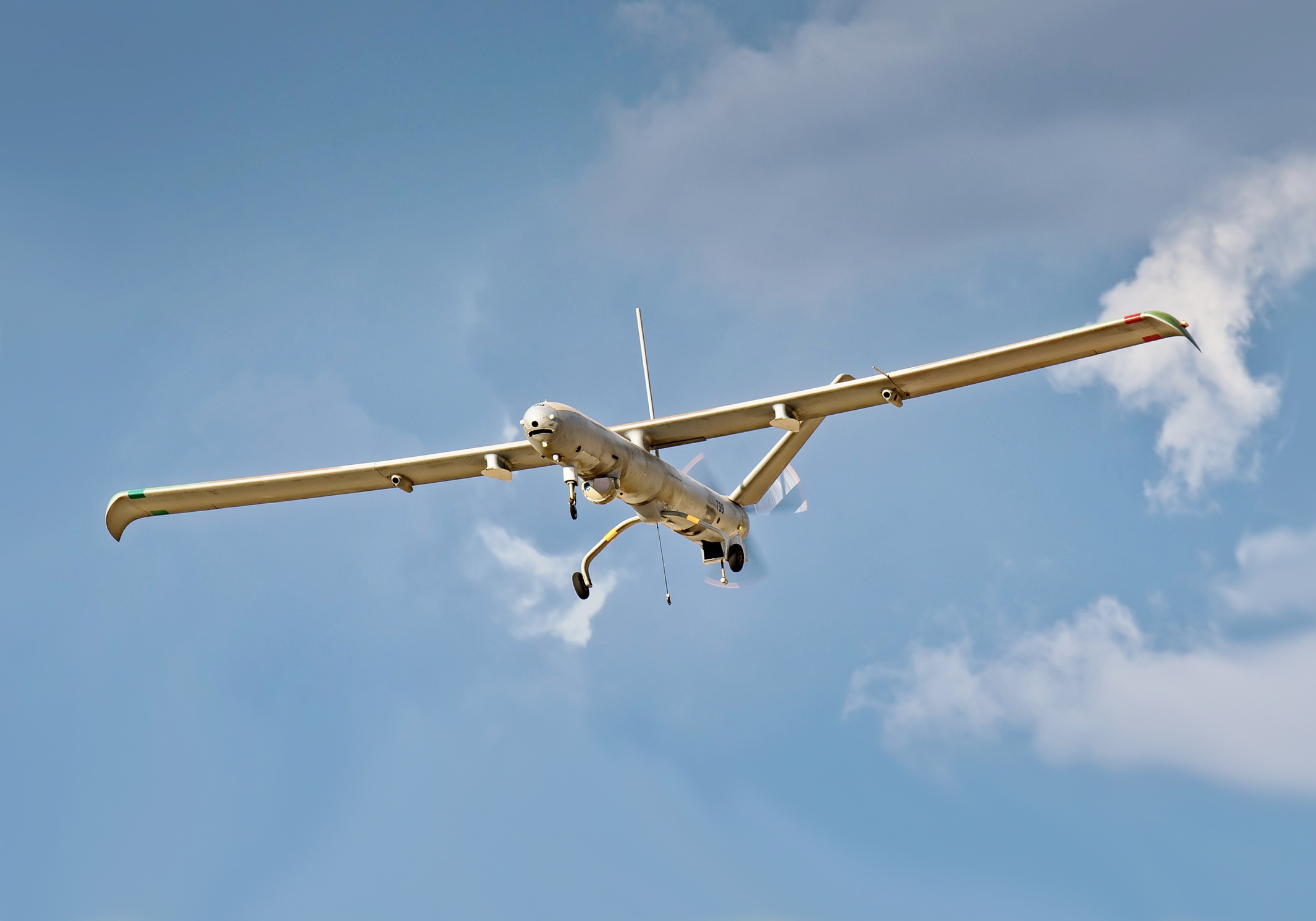
Un Hermes 450

Los Hermes 450 son operados por el Departamento de Defensa de los Estados Unidos, como vehículo aéreo no tripulado de ensayo. Además, dos Hermes 450 han sido probados en los EE. UU. por la Patrulla Fronteriza en 2004. El Hermes 450 fue adquirido por el Ejército Británico a través del plan Watchkeeper WK450, el cual se inició en julio de 2005 conjuntamente con Thales. 
La Fuerza Aérea de Israel, que opera un escuadrón de Hermes 450 en la base aérea de Palmachim, al sur de Tel Aviv, ha adaptado el Hermes 450 para su uso como un vehículo aéreo no tripulado de asalto, informando que se le equipó con dos misiles Hellfire o, según diversas fuentes, dos misiles Rafael. De acuerdo a lo que han afirmado israelíes, palestinos y libaneses, el vehículo aéreo no tripulado israelí de asalto, ha realizado una amplia gama de servicios en la Franja de Gaza y fue utilizado intensamente en la Segunda Guerra del Líbano. Israel no ha negado esta capacidad, pero hasta la fecha, su política ha sido no confirmar si ha realmente ha utilizado a los Hermes 450 como vehículos aéreos no tripulados de asalto.
Dos Hermes 450 fueron encargados por la Fuerza Aérea Croata, junto con dos pequeños vehículos aéreos no tripulados Skylark a finales de 2006. Comenzaron su servicio a finales de 2007.
En la Fuerza Aérea Colombiana se utiliza para vigilar las fronteras del país, aunque el número en servicio es desconocido han aparecido en los desfiles militares.
Recientemente el Ministerio de Defensa de Singapur (MINDEF) anunció que incorporará el Hermes 450 a su flota de vehículos aéreos no tripulados, como parte del nuevo mando UAV (siglas en inglés de Unmanned aerial vehicle) de su Fuerza Aérea. 
El Hermes 450 también ha sido utilizado por Georgia en misiones de reconocimiento de su territorio, del cual una parte se encuentra en disputa con Abjasia, donde algunos fueron derribados.
La Fuerza Aérea Mexicana adquirió el sistema Hermes 450 en 2009 incluyendo 3 aparatos, se propone que serán utilizados en la guerra contra el narcotráfico.

### Aeronaves similares
- IAI Searcher